# Утуй Татанґ Сонтані
Утуй Татанґ Сонтані (індонез. Utuy Tatang Sontani, 13.5.1920, Чіанджур — 17.09.1979, Москва) — індонезійський прозаїк та драматург. Учасник руху «Покоління-45» і організації «Лекра». Писав спочатку сунданською, потім індонезійською мовою. Сунданець за національністю.

## Біографія
Народився 13 травня 1920 в яванському селищі Чіанджур. У 1938 році вступив у школу для дорослих. Після проголошення незалежності Індонезії почав писати індонезійською мовою. Був членом організації діячів культури Лекра, яка перебувала під впливом Комуністичної партії Індонезії (КПІ). У 1958 році брав участь у Другій Конференції письменників країн Азії та Африки в Ташкенті. В кінці вересня 1965 року вирушив у складі делегації КПІ в Китай на святкування річниці китайської революції. Там його застав антикомуністичний переворот в Індонезії. На батьківщину він не повернувся, залишившись жити в Китаї. У 1973 році переїхав до СРСР, де викладав індонезійську мову в ІСАА при МДУ ім. М. В. Ломоносова. Помер у Москві 17 вересня 1979 року. Похований на Митинському кладовищі.

## Творчість
Перші два романи — побутовий «Через батька» та історичний «Тамбера» написані сунданською мовою ще на шкільній лаві. Останній в 1952 році був перероблений індонезійською мовою (рос. пер. 1964, 1972) і опублікований у видавництві «Балей Пустака», в якому письменник став працювати з 1948 року. Там само з'явилися його алегорична драма у віршах «Бамбукова сопілка» (1951), прозическая драма «Квітка кафе» (1948, рос. пер. 1957) і «Авал і Міра» (1951), лібрето для традиційної опери на міфологічний сюжет «Санґкуріанґ» (1959) та збірник оповідань «Невдахи» (1951). В еміграції були створені мемуари про початок творчого шляху, повісті «Сарті», «Колот-колоток» (рос. пер. 1988), «Той, що скинув одяг» та ряд інших творів.

### Індонезійською мовою[2]
- «Тамбера» (1949, рос. пер. 1964), роман про початок голландської експансії в Індонезії
- «Невдахи» (1951), збірки оповідань
- «Сапар» (1964), повість

П'єси:
- «Квітка кафе» (1948, рос. пер. 1957)
- «Авал і Міра» (1951)
- «Навіщо існують інші» (1954)
- «На небі є зірки» (1955)
- «Санґкуріанґ» (1955)
- «Вирішальний момент» (1957)
- «Кабаян» (1959, рос. пер. 1960)
- «Кампенґ» (1964)